# Regnault
Regnault je priimek več oseb:
- Jean-Charles-Louis Regnault, francoski general
- Jean-Charles-Louis Regnault de Premesnil, francoski general